# Anthropologie in pragmatischer Hinsicht
Die Anthropologie in pragmatischer Hinsicht (Anth) ist eine in den Jahren 1796 und 1797 verfasste philosophische Schrift von Immanuel Kant. Sie erschien 1798 als letzte der von Kant selbst herausgegebenen Schriften.
Grundlage der populär gehaltenen Schrift bildeten Kants Vorlesungen über Anthropologie, die er über die mehr als zwanzig Jahre seiner akademischen Lehrtätigkeit an der Albertina hielt; in jedem Wintersemester von 1772/1773 bis 1795/1796. Die Vorlesung war an den Studentenzahlen gemessen die erfolgreichste unter seinen Lehrveranstaltungen.
Kant grenzt die pragmatische Anthropologie von der physiologischen ab. Es geht nicht um den Menschen als Naturwesen, sondern darum, „was er als frei handelndes Wesen aus sich selber macht, oder machen kann und soll.“ (Vorrede)
Der erste Teil, die anthropologische Didaktik, handelt von der generellen Menschenkenntnis. Dieser Teil ist entsprechend den menschlichen Grundvermögen (Erkenntnisvermögen, Begehrungsvermögen und Gefühl der Lust und Unlust) untergliedert. Der zweite Teil beschäftigt sich mit der anthropologischen Charakteristik, in Kants Verständnis eine Analyse unterscheidender Eigenschaften von Individuen (oder Personen), Geschlechter, Nationen, Rassen und der Menschheit als Ganzes. Dabei liegt das Augenmerk bei letzterer Einheit auf der Frage, was den Menschen als animal rationabile (erziehbares Naturwesen) ausmacht.
„Der Mensch ist durch seine Vernunft bestimmt, in einer Gesellschaft mit Menschen zu sein und in ihr sich durch Kunst und Wissenschaften zu cultiviren, zu civilisiren und zu moralisiren, wie groß auch| sein thierischer Hang sein mag, sich den Anreizen der Gemächlichkeit und	des Wohllebens, die er Glückseligkeit nennt, passiv zu überlassen, sondern vielmehr thätig, im Kampf mit den Hindernissen, die ihm von der Rohigkeit seiner Natur anhängen, sich der Menschheit würdig zu machen. Der Mensch muß also zum Guten erzogen werden;“ (Anth 7: 324|325)

## Rezeption
Kants Buch wurde von seinen Zeitgenossen mit vorsichtiger Kritik aufgenommen, erntete zum Teil aber auch heftige Ablehnung. Am 19. Dezember 1798 äußerte Goethe gegenüber Schiller: „Kants Anthropologie ist mir ein sehr wertes Buch und wird es künftig noch mehr sein, wenn ich es in geringen Dosen wiederholt genieße, denn im ganzen, wie es dasteht, ist es nicht erquicklich. Von diesem Gesichtspunkte aus sieht sich der Mensch immer im pathologischen Zustande, und da man, wie der alte Herr selbst versichert, vor dem sechzigsten Jahr nicht vernünftig werden kann, so ist es ein schlechter Spaß, sich die übrige Zeit seines Lebens für einen Narren zu erklären.“
Im Jahr 1799 beschrieb Schleiermacher in seiner Rezension in der Zeitschrift Athenaeum Kants Arbeit als Negation aller Anthropologie: als Behauptung und Beweis zugleich, daß so etwas nach der von Kant aufgestellten Idee durch ihn und bei seiner Denkungsart gar nicht möglich ist.
In jüngeren Jahren ist Kants Anthropologie dagegen verstärkt von der Kantforschung aufgenommen und dabei teils auch positiver beurteilt worden. Viele Interpreten rekonstruieren eine enge Beziehung zwischen Kants Anthropologie und seiner Ethik. Andere sehen Kants Anthropologie eher als seinen originellen Beitrag zur im 18. Jahrhundert weit geführten Debatte über die Möglichkeit und die Grundlagen einer umfassenden "Wissenschaft vom Menschen". Daneben stehen breitere Kommentare zur Schrift wie auch Analysen zu zahlreichen Detailaspekten des Buches wie der ihm vorausgehenden Vorlesungen und ihre Beziehungen zu Kants übrigem Werk.

## Ausgaben
- Immanuel Kant: Anthropologie in pragmatischer Hinsicht. Herausgegeben und eingeleitet von Wolfgang Becker, Nachwort von Hans Ebeling. Reclams Universal-Bibliothek Nr. 7541 [4], Stuttgart 1983. ISBN 3-15-007541-6.
- Anthropologie in pragmatischer Hinsicht, 1798 (AA VII, S. 117)